# Gefecht von Missunde
Missunde • Königshügel • Danewerk • Schlei • Oeversee • Jütland • Vejle • Jasmund • Düppeler Schanzen • Fredericia • Helgoland • Alsen • Lundby • Nordfriesische Inseln
Als Gefecht von Missunde wird ein Gefecht zwischen Deutschen und Dänen nahe der Ortschaft Missunde bezeichnet, das am 2. Februar 1864 stattfand. Das Gefecht bildete den Auftakt des Deutsch-Dänischen Kriegs. Das I. Korps der Preußischen Armee unter dem Befehl von Prinz Friedrich Karl versuchte, das Dorf Missunde im Handstreich zu nehmen und damit den Übergang über die Schlei zu erzwingen. Damit wäre die dänische Befestigungslinie Danewerk durchbrochen worden. Der Angriff wurde von den Dänen unter Befehl von Georg Daniel trotz zahlenmäßiger Unterlegenheit zurückgeschlagen. Der Feuerkampf zwischen den hinter Bastionen verschanzten Dänen und den preußischen Truppen wurde auf direkte Schussentfernung geführt. Dennoch gab es auf beiden Seiten nur vergleichsweise geringe Verluste, was auf die überaus schlechte Sicht bei dichtem Nebel und Pulverdampf zurückgeführt wird. Zudem verzichtete der preußische Oberbefehlshaber auf den Sturm und brach den Angriff ab. Drei Tage nach dem Gefecht räumte die dänische Armee das Danewerk einschließlich Missunde, da die Verteidigungslinie nicht haltbar war.

## Ausgangslage
Dänemark befand sich in der zweiten Hälfte des 19. Jahrhunderts gegenüber dem aufstrebenden Preußen in der strategischen Defensive. Auseinandersetzungen um das dänisch verwaltete Holstein nahmen zu. Bei einem möglichen Krieg mit den Preußen und dessen Verbündeten sah die dänische Planung das Danewerk als Ort der ersten und entscheidenden Auseinandersetzung vor. Dort sollte das auf Norden in Richtung Jütland vorrückende preußische Heer gestoppt werden. Eine Anlandung auf Seeland schien angesichts der Schwäche der preußischen Marine unwahrscheinlich, das preußische Landheer war den dänischen Truppen jedoch nach Zahlen und Ausrüstung weit überlegen.
Das Danewerk galt in der dänischen Öffentlichkeit als unüberwindlich – in der Realität waren die Befestigungsanlagen jedoch in Verfall geraten. Die Kasernen für die Festungsbesatzungen existierten nur auf dem Papier, was besonders im harten Winter den entscheidenden Unterschied zwischen einer belagernden Armee in provisorischen Feldquartieren und den Verteidigern ausgemacht hätte. Verbindungsstraßen zwischen Befestigungs-Schwerpunkten waren geplant, aber nie gebaut worden, und Feldbefestigungen vor den eigentlichen Befestigungsanlagen fehlten. Als die dänische Armee nach ihrer Mobilisierung im Januar 1864 die Stellungen einnahm, hatte sie viel Schanzarbeit zu erledigen, wobei der Frost das Graben erschwerte. Insgesamt war die Verteidigungslinie des Danewerks viel zu lang, um von der 38.000 Mann starken dänischen Armee angemessen verteidigt zu werden.
Missunde war ein kleines Fischerdorf von zwei Dutzend Häusern an der Südseite der Schlei. Missunde war Bestandteil der östlichen Befestigungslinie des Danewerks, die eigentliche militärische Bedeutung des Orts lag aber in der geringen Breite der Schlei an diesem Punkt. Zwischen Schleswig im Westen und der Kieler Bucht im Osten war die Schlei als natürliches Hindernis Teil des Danewerks, und nur an wenigen Punkten gut zu überqueren: Die Stexwiger Enge war wegen der schmalen Landzunge auf der Nordseite zu leicht zu verteidigen, es blieben die Missunder Enge sowie die Engen bei Arnis und Kappeln. Somit war die Verteidigung der Position von großer strategischer Bedeutung: Ein Durchbruch in Missunde mit Übergang über die Schlei würde es den Preußen ermöglichen, die dänischen Streitkräfte im Danewerk von hinten zu umgreifen, während die Österreicher die Dänen in ihren Stellungen festhielten.
Die dänischen Befestigungsanlagen um Missunde bestanden im Wesentlichen aus einer Reihe von Halbredouten, die um das Dorf herum mit Kampfrichtung Süden angeordnet waren. Die zwei wichtigsten Redouten (Nr. 59 und 60) lagen beiderseits der Straße aus Missunde nach Süden (heute: Missunder Weg). Die übrigen Redouten befanden sich zwischen Dorf und Südufer der Schlei an der Fähre (Nr. 61a, 61b, 61c) bzw. vor der Artillerie-Brücke (Nr. 62), sowie am Nordufer der Schlei, die Übergangsstellen bestreichend (63a, 63b, 63c, 63d, 63e, 63f). Die Bastionen waren wie folgt mit Artillerie bestückt:
- Redoute 59 (südwestlich Missunde, ⊙): vier 12-Pfünder-Kanonen und vier 24-Pfünder-Haubitzen
- Redoute 60 (südöstlich Missunde, ⊙): zwei 12-Pfünder-Kanonen und vier 24-Pfünder-Haubitzen
- Redoute 61b (nördlich Missunde, noch am Südufer): zwei 12-Pfünder-Kanonen, die benachbarten Redouten 61a und 61c sowie die Redoute 62 an der Nordspitze der Halbinsel waren ohne Geschütze
- Redoute 63a (am Nordufer der Schlei): zwei 12-Pfünder-Kanonen
- Redoute 63b (am Nordufer der Schlei): zwei 24-Pfünder-Haubitzen, die benachbarten Redouten 63c bis 63f waren ohne Geschütze

Alle dänischen Kanonen waren Vorderlader mit Glattrohr, und somit gegenüber der preußischen Feldartillerie veraltet, die mit Hinterladern mit gezogenen Rohren ausgerüstet war, welche schneller, präziser und mit größerer Reichweite schossen. Beim Kaliber der Artillerie waren die Dänen jedoch überlegen, ihre 12- und 24-Pfünder waren deutlich schwerer als die preußischen 6-Pfünder. Die gedeckte Unterbringung in Redouten war ein weiterer Vorteil für die Dänen, zudem kannten sie ihr Vorfeld und hatten ihre Artillerie darauf eingeschossen.
Die dänischen Stellungen waren von der 2. Brigade unter Generalmajor C.A. Vogt besetzt, dazu die 6. Festungs-Artillerie-Kompanie („Fæstningskompagni“) unter Hauptmann H.C. Hertel mit der obengenannten Artillerie-Stärke. In den Stellungen direkt um Missunde verfügte der dänische Kommandeur bei Kampfbeginn nur über vier Kompanien Infanterie vom 18. Infanterie-Regiment. Weitere drei Kompanien vom 3. Infanterie-Regiment standen in Brodersby, ungefähr zwei Kilometer entfernt, eine weitere Kompanie war auf dem Anmarsch von Kappeln, noch weiter entfernt. Die dänische Seite besaß an mobilen Kräften nur eine Schwadron Dragoner unter dem Kommando von Ritmester Bülow.

## Gefechtsverlauf

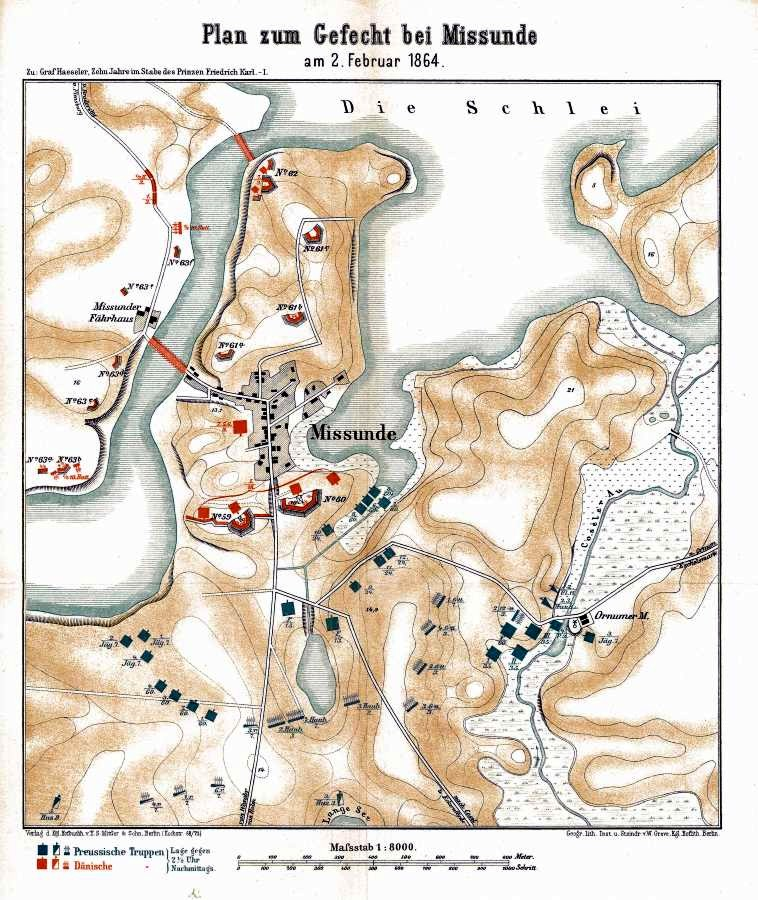
Die Lage um 14:30, dänische Einheiten in Orange, Preußen in Blau

### Vorrücken der preußischen Truppen
Am Morgen des 2. Februar 1864 begann das preußische I. Korps unter Prinz Friedrich Karl von Preußen seinen Vormarsch mit dem Plan, in Kochendorf die dänischen Stellungen einzunehmen. Kochendorf liegt zentral auf einer Landenge zwischen Schlei und dem Binnensee Windebyer Noor. Die preußische Vorhut entdeckte rasch, dass die dänische Armee sich nach Norden zurückgezogen hatte und Kochendorf unverteidigt war. Um 8:45 Uhr war der Ort in preußischer Hand. Sofort beschloss der preußische Befehlshaber, auf Missunde vorzurücken. Drei Brigaden blieben in Reserve, während der Rest des Korps den Vormarsch fortsetzte. Um 10:00 Uhr war Major von Krohn, der das Füsilier-Bataillon des Infanterie-Regiments Nr. 24 führte, in Sichtweite der dänischen Positionen in Missunde.

### Erster Schlagabtausch mit der Vorhut
Die preußische Vorhut wurde vom Füsilier-Bataillon des Infanterie-Regiments Nr. 24 (IR-24), der 11. und 12. Kompanie des Infanterie-Regiments Nr. 15 (IR-15), der 2. Kompanie des Jäger-Bataillons 7 (JB-7) und der 3. Schwadron des Husaren-Regiments 3 (HR-3) gebildet. Die Vorhut kommandierte Major von Krohn vom IR-24. Die Vorhut kam um 10:00 Uhr in der Nähe des Langsees erstmals unter Beschuss durch dänische Vorposten. Nach einem kurzen, aber intensiven Feuergefecht zogen sich die dänischen Truppen in Richtung Missunde zurück.

### Artillerie-Duell
Gegen 12:00 Uhr traf die preußische Feld-Artillerie südlich von Missunde ein und brachte ihre Geschütze auf einem Bergrücken in einem Bogen in Stellung. Die preußischen Batterien zählten 24 6-Pfund-Kanonen und 24 Haubitzen. Um 12:45 Uhr eröffneten sie das Feuer auf die dänischen Befestigungen. Kurz darauf brachten die Preußen 16 weitere Geschütze der Reserve-Artillerie in Stellung und verfügten somit über 64 Rohre.
Zwischen den 20 dänischen Geschützen in den Befestigungen und den 64 preußischen Geschützen auf dem Bergrücken entwickelte sich nun ein intensives Artillerie-Duell. Eine der preußischen Batterien feuerte dabei mehr als 300 Schuss ab. Der Nebel machte es jedoch unmöglich, die feindlichen Stellungen genau zu identifizieren und die Schüsse zu korrigieren. Als zum Nebel noch der Pulverdampf der Geschütze hinzukam, war den Kanonieren die Sicht vollends genommen, sie konnten nun nur noch auf das Mündungsfeuer der gegnerischen Artillerie zielen.
Um 14:00 Uhr befahl Oberst Colomier den mittig stationierten Batterien, 150 bis 180 Meter vorzurücken, da das Feuer der Dänen nachzulassen schien. Die Haubitzen-Batterien standen nun noch knapp 600 Meter vor den dänischen Befestigungen, der Boden war dort mit verschossenen Gewehrkugeln und Artillerie-Projektilen übersät. In ihren exponierten Positionen erlitten die Geschützbesatzungen der preußischen Haubitzen erhebliche Verluste.

### Vorstoß der preußischen Infanterie
Die preußische Infanterie besetzte die teilweise ausgebauten Feldbefestigungen und setzte sich in deren Schützengräben und hinter den Palisaden fest. Von dort nahmen die preußischen Schützen die Dänen unter Gewehrfeuer und verursachten erhebliche Verluste unter den dänischen Kanonieren, besonders in der exponierten Redoute 60.
Als die Artillerie das Feuer eröffnete, erhielt die dänische 3. Brigade den Befehl, Missunde zu verstärken. Allerdings war die Brigade noch zu weit entfernt, um aktiv eingreifen zu können. Daher wurden zwei Kompanien des II. Bataillons aus dem 3. dänischen Infanterie-Regiment, die an der Küste nordöstlich des Dorfes in Stellung lagen, eilig nach Süden zur Front verlegt. Am nordwestlichen Ufer der Schlei ging ab Mittag die 10. Batterie der dänischen Armee in Stellung, ohne jedoch wesentlich in den Kampf eingreifen zu können.
Um das Feuer auf Redoute 60 zu reduzieren, versuchte nun eine Kompanie des 18. dänischen Infanterie-Regiments, die preußischen Füsiliere aus den Palisaden vor den Bastionen zurückzudrängen. Der dänische Gegenangriff wurde mit vernichtendem Feuer aus den preußischen Stellungen zurückgeschlagen.
Die preußische Infanterie begann nun einen methodischen Vormarsch auf die dänischen Befestigungen, während gleichzeitig die preußischen Haubitzen auf Entfernung von 600 bis 700 Meter vorrückten. Drei der dänischen Kanonen in Bastion 60 wurden beschädigt, aber die meisten preußischen Granaten gingen über die dänischen Stellungen hinweg. Dort trafen sie das Dorf Missunde, wo die meisten Gebäude in Flammen aufgingen.
Es war nun offensichtlich, dass der preußische Sturm auf die dänischen Befestigungen direkt bevorstand. Mehrere Versuche der preußischen Infanterie, sich zu formieren und über das offene Gelände vor den Befestigungsanlagen vorzurücken, wurden durch Kartätschen-Beschuss und Gewehrfeuer aus den dänischen Bastionen verhindert. Die Preußen waren gezwungen, in Deckung zu gehen, und blieben auch danach in Mulden und Gräben liegen. Die preußische Infanterie konnte an der rechten Flanke der dänischen Stellungen (östlich Redoute 60) bis zur Küste der Schlei vorrücken, bis sie auch dort durch dänisches Musketenfeuer zurückgetrieben wurden.
Um dem erwarteten preußischen Generalangriff zu begegnen, verlegten die Dänen zwei Geschütze vom Westufer herüber, um die Hauptstraße nach Missunde zu bestreichen. Die dänische Infanterie bereitete sich auf den Gegenangriff mit dem Bajonett vor.

### Abbruch des Angriffs und Rückzug
Angesichts des entschlossenen dänischen Widerstandes beschloss die preußische Führung, den Angriff abzubrechen. Es war offensichtlich, dass Missunde nur im frontalen Sturm auf die Bastionen genommen werden konnte. Die Erfolgsaussichten dafür lagen zwar angesichts der numerischen Überlegenheit hoch, aber ebenso hoch waren auch die erwarteten Verluste. Eine hohe Zahl an Opfern in diesem frühen Stadium des Krieges war für das preußische Oberkommando nicht akzeptabel. Um 16 Uhr begannen die preußischen Truppen zurückzuweichen.

## Ergebnis
Als die Tagessonne wich, vereinbarten beide Seiten einen zeitweisen Waffenstillstand, um Verwundete und Tote zu bergen. Während des Waffenstillstands gelang es den Preußen, eine Kompanie von etwa 100 Mann zurückzuziehen, die zu weit vorgedrungen war und in Deckung zu nahe an den dänischen Schanzen lag. Die dänische Armee erlitt Verluste von 141 Mann, das schließt Tote, Vermisste, Verwundete und Gefangene ein. Die Verluste der preußischen Armee waren mit etwa 200 Mann höher, wie man es bei einem Angriff auf eine befestigte Stellung über offenes Feld auch erwarten würde. Den Großteil der preußischen Verluste hatte das Füsilierbataillon des Infanterie-Regiments 15 mit 60 Mann und das II. Bataillon des Infanterie-Regiments 60 mit 40 Mann zu verzeichnen.
Obwohl die preußische Armee zurückgeschlagen war, versuchte Prinz Friedrich Karl die Niederlage ins positive Licht zu rücken, indem er die Schwierigkeit des Geländes betonte und die Tapferkeit seiner Männer lobte. Die Schlacht war eine erste Bewährungsprobe für die neue preußische Armee nach den preußischen Heeresreformen. Trotz der taktischen Niederlage im Gefecht von Missunde wurden die Leistungen der preußischen Infanterie und Artillerie während der Kämpfe als gut bewertet.
Für die Dänen bedeutete die erfolgreiche Verteidigung der Stellung von Missunde, dass die längs des Danewerk aufgestellte dänische Armee nicht umfasst oder gar eingekesselt wurde. Der Sieg stärkte die Moral der dänischen Truppen und begeisterte die dänische Öffentlichkeit. Dadurch setzte sich jedoch auch die Fehleinschätzung des Danewerk als uneinnehmbare Verteidigungslinie fest. Umso höher war die Empörung in der dänischen Öffentlichkeit, als General de Meza nur vier Tage nach dem Sieg von Missunde den Abzug der dänischen Armee vom Danewerk befahl. General Gerlach, der die 1. Division bei der Verteidigung von Missunde befehligt hatte, übernahm nach der Entlassung von de Meza widerwillig den Oberbefehl über die dänische Armee.

## Am Gefecht beteiligte Truppenteile
Im Folgenden eine Liste der Regimenter und selbständigen Bataillone, die am Gefecht von Missunde direkt beteiligt waren. Einheiten in der Reserve werden daher nicht aufgeführt.
| Verband                         | Kommandeur                   | Eingesetzte Einheiten                                                                  | Verluste | Bemerkungen                                         |
| Preußische Armee                | Preußische Armee             | Preußische Armee                                                                       | Preußische Armee | Preußische Armee                                    |
| ------------------------------- | ---------------------------- | -------------------------------------------------------------------------------------- | --- | --------------------------------------------------- |
| I. Armee-Korps (komb.)          |                              | Stab                                                                                   | 1 Toter | Nicht mit dem I. AK identisch                       |
| Infanterie-Regiment 13          | Oberst von Witzleben         | Füsilier-Bataillon, Bataillons-Kommandeur Oberstlt. von Zimmermann                     | 1 Toter, 21 Verwundete | Garnison in Wesel (F) und Münster (I, II)           |
| Infanterie-Regiment 15          | Oberst von Alvensleben       | Füsilier-Bataillon, Bataillons-Kommandeur Oberstlt. von François                       | 11 Tote, 1 Vermisster, 47 Verwundete (Nach anderen Angaben waren es 10 Tote im Gefecht, dazu 8 Schwerverwundete, die später ihren Verletzungen erlagen. Auf der Gedenktafel an der Schanze 60 sind 20 gefallene Angehörige des Regiments verzeichnet.) | Garnison in Bielefeld (F) und Minden (I, II)        |
| Infanterie-Regiment 24          | Oberst von Hacke             | Füsilier-Bataillon, geführt durch Regimentskommandeur von Hacke                        | 5 Tote, 8 Verwundete | Garnison in Neu-Ruppin (F) und Spandau (I, II)      |
| Infanterie-Regiment 60          | Oberstlt. von Hartmann       | Füsilier-Bataillon, I. Bataillon, II. Bataillon                                        | 10 Tote, 3 Vermisste, 29 Verwundete (Nach anderen Angaben waren es 13 Tote im Gefecht, dazu 10 Schwerverwundete, die später ihren Verletzungen erlagen.)                                                                                               | Garnison in Wriezen, Königsberg/Neumark, Strausberg |
| Füsilier-Regiment 35            | Oberst Elstermann von Elster |                                                                                        | 1 Toter, 14 Verwundete | Garnison in Brandenburg/Havel und Treuenbrietzen    |
| Jäger-Bataillon 7               | Major von Beckedorff         | Komplettes Jäger-Bataillon                                                             | 3 Verwundete | Garnison Cleve                                      |
| Pionier-Bataillon 3             | Major von Rötscher           | Komplettes Pionierbataillon                                                            | 1 Verwundeter | Garnison Torgau, regulär dem III. AK unterstellt    |
| Husaren-Regiment 8              | Oberstlt. von Rantzau        | Mit vier aktiven und einer Reserve-Schwadron                                           | 1 Verwundeter | Garnison in Paderborn und Neuhaus                   |
| Ulanen-Regiment 11              | Oberstlt. von Sixthin        | Mit vier aktiven Schwadronen                                                           | 1 Verwundeter | Garnison in Perleberg, Kyritz, Wusterhausen         |
| Artillerie-Brigade 3            | Oberst von Colomier          | 2. und 3. Haubitzen-Batterie, 2., 3. und 4. 6-Pfünder-Batterie, 2. 12-Pfünder-Batterie | 3 Tote, 17 Verwundete (Zwei der drei Toten kamen aus der 3. Haubitzen-Batterie.) | Garnison in Torgau                                  |
| Artillerie-Brigade 7            | Major Grave                  |                                                                                        | 1 Toter, 13 Verwundete | Garnison in Münster und Wesel                       |
| Summe Preußen                   |                              |                                                                                        | 33 Tote, 5 Vermisste, 161 Verwundete |                                                     |
| Dänische Armee                  |                              |                                                                                        | |                                                     |
| 3. Infanterie-Regiment          | Major H.W. Mathiesen         |                                                                                        | 7 Tote, 1 Vermisster, 42 Verwundete, 4 Gefangene |                                                     |
| 18. Infanterie-Regiment         | Major E.A. Lundbye           |                                                                                        | 22 Tote, 2 Vermisste, 46 Verwundete, 3 Gefangene |                                                     |
| 4. Dragoner-Regiment            |                              | Eine Schwadron                                                                         | 1 Toter |                                                     |
| 6. Festungs-Artillerie-Kompanie | Kaptajn H.C. Hertel          |                                                                                        | 8 Tote, 5 Verwundete |                                                     |
| Summe Dänemark                  |                              |                                                                                        | 38 Tote, 3 Vermisste, 93 Verwundete, 7 Gefangene |                                                     |

## Nachwirkung

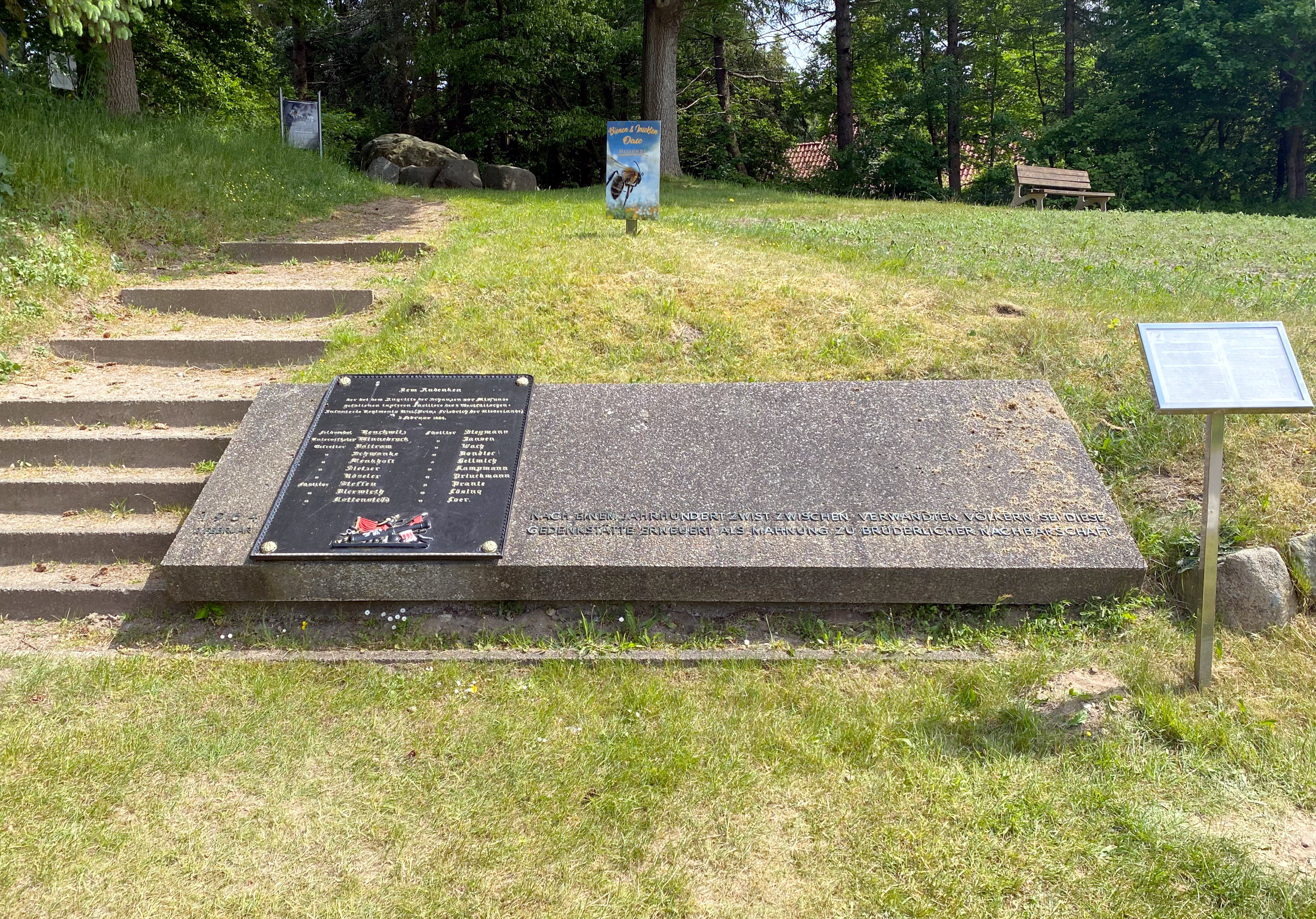
Gedenkstätte auf der ehemaligen Schanze 60 am Ortsrand von Missunde

Während des Gefechts gerieten durch das preußische Artilleriefeuer eine Reihe von Bauernkaten in Missunde in Brand. Diese Häuser wurden noch 1864 mit preußischem Geld wieder aufgebaut. An den Giebeln der Häuser ist das durch die Initialen JM und die Jahreszahl 1864 ablesbar. Das „JM“ steht für Julie Mylord, damalige Besitzerin des Gutes Ornum.
1964 wurde die Gedenkstätte auf der Schanze 60 anlässlich des 100. Gedenktags des Gefechts neu gestaltet. Die Tafel mit den Namen der Gefallenen des preußischen Infanterie-Regiments Nr. 15 wurde auf einer neuen Platte montiert, auf der folgende Inschrift steht: „Nach einem Jahrhundert Zwist zwischen verwandten Völkern sei diese Gedenkstätte erneuert als Mahnung zu brüderlicher Nachbarschaft“.
2014 wurde der 150. Jahrestag des Gefechts von Missunde mit einer öffentlichen Gedenkveranstaltung begangen, an der Vertreter der Gemeinde Kosel, des Kreises Rendsburg-Eckernförde, deutscher und dänischer Vereine sowie der Bundeswehr teilnahmen.